# 분류 (유체동역학)

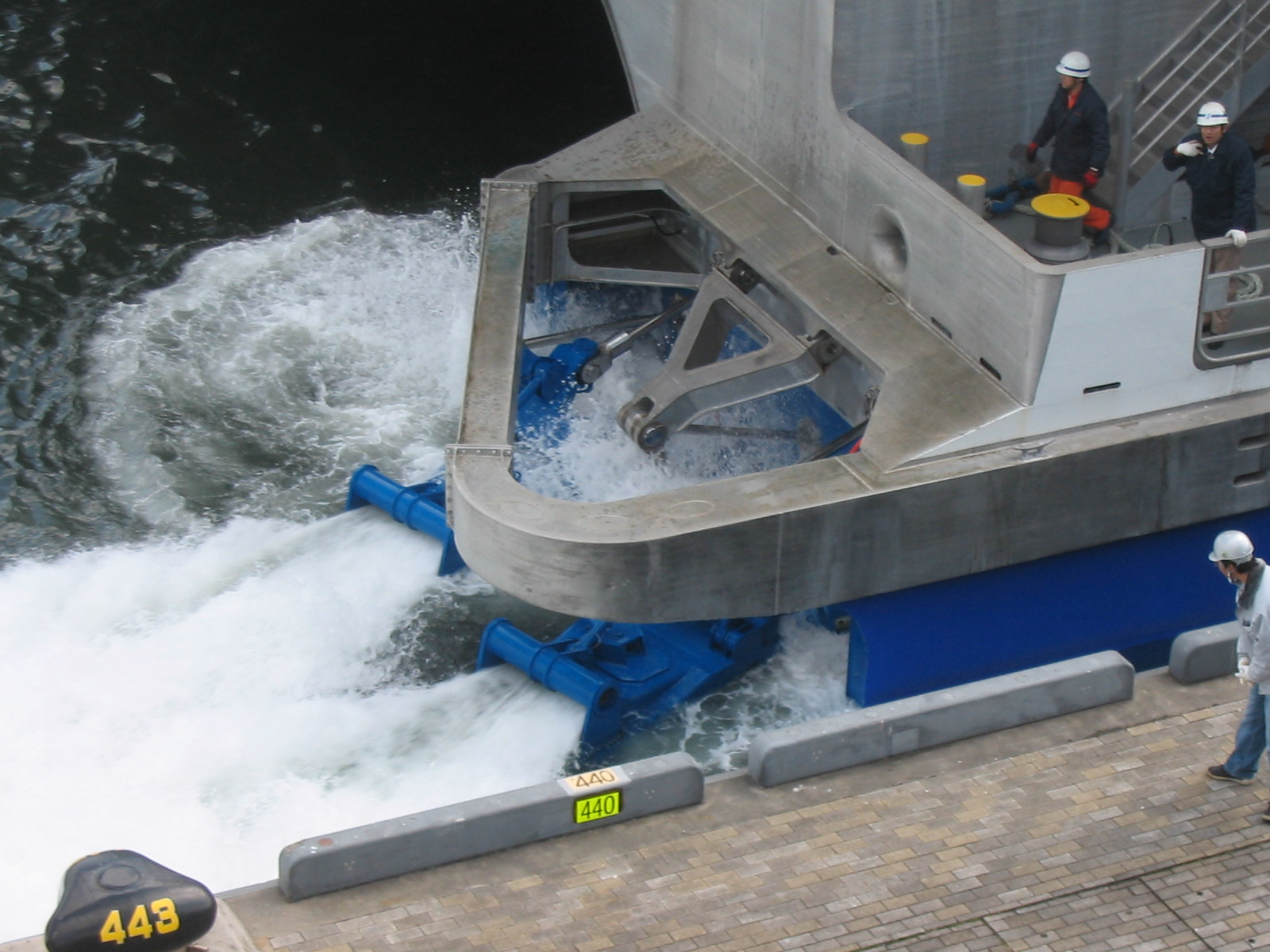
페리의 펌프 제트에서 나오는 분류.

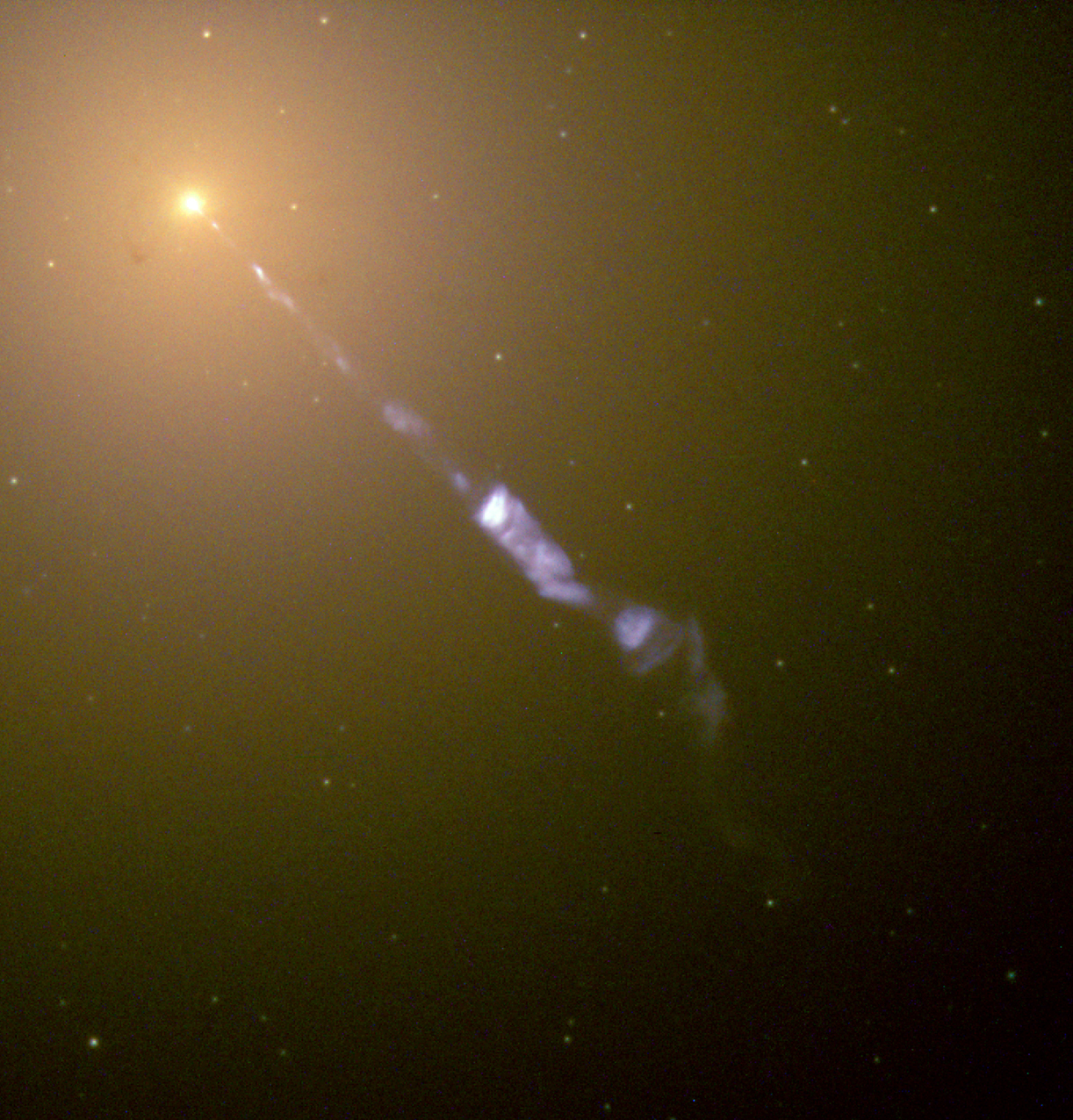
허블 우주망원경이 촬영한 은하 M87에서 방출되는 상대론적 분류.

분류(噴流) 또는 제트(jet)는 일반적으로 일종의 노즐, 구멍 또는 오리피스에서 주변 매질로 분사되는 유체 흐름이다. 분류는 소멸되지 않고 장거리를 이동할 수 있다.
분류 유체는 주변 유체 매체에 비해 더 높은 운동량을 갖는다. 주변 매질이 분류와 동일한 유체로 구성되어 있고 이 유체가 점성을 갖고 있다고 가정하는 경우, 주변 유체는 흡기현상(entrainment)이라는 과정에서 분류와 함께 운반된다.
일부 동물, 특히 두족류는 로켓 엔진이나 제트 엔진처럼 제트 추진력으로 움직인다.

## 같이 보기
- 정체점 흐름
- 제트 (천문학)
- 용암